# جیمز مک‌اینتاش
جیمز مک‌اینتاش (انگلیسی: James McIntosh؛ ۹ اوت ۱۹۳۰ – ۲۴ فوریهٔ ۲۰۱۸) ورزشکار روئینگ اهل ایالات متحده آمریکا بود.
وی در مسابقات کشوری و بین‌المللی در مجموع برندهٔ ۱ مدال نقره شده‌است.